# Vera Atkins

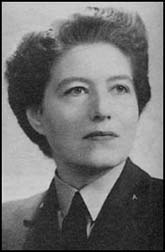
Vera Atkins, 1946

Vera Atkins CBE (* 15. Juni 1908 in Galatz; † 24. Juni 2000 in Hastings) war weiblicher britischer Nachrichtendienstoffizier während des Zweiten Weltkriegs.

## Leben
Vera Atkins wurde als Vera Maria Rosenberg in einer jüdischen Familie in Rumänien geboren, Rudolf Vrba war ihr Vetter. Ihr Vater war Maximilian Rosenberg, geboren 1874 in Kassel. Atkins ist der Geburtsname ihrer in Südafrika geborenen Mutter, den sie später als Familiennamen annahm. 1933 emigrierte sie mit ihrer Familie nach Großbritannien und 1935 nach Frankreich. Nach ihrem Schulabschluss in Lausanne begann sie ein Studium an der Sorbonne in Paris.
Im Mai 1940 kehrte Atkins nach Großbritannien zurück und diente ab Februar 1941 in der Frankreich-Abteilung des Special Operations Executive. Im August 1944 wurde sie zum Major im Frauenkorps der RAF (Women’s Auxiliary Air Force) befördert.
Während ihrer Tätigkeit bei der SOE-French Section unter dem Kommando von Maurice Buckmaster betreute sie mehr als 400 Agenten, die sie auf den Einsatz im feindlichen Hinterland vorbereitete und überwachte. Dabei entgingen ihrem Führungsoffizier und ihr im Laufe der Einsatzzeit, dass mehrere der im Einsatzgebiet eingesetzten Funker nicht ihren Security-Check benutzten und damit anzeigten, dass sie durch die Abwehr und die Gestapo gefangen genommen worden waren. Die Überprüfung der Hunderten von Meldungen erfolgte durch das Führungspersonal, das auch die Auswertung durchführte, und nicht durch einen gesonderten Funksicherheitsoffizier.
Nach dem Sieg der Anti-Hitler-Koalition ging sie nach Deutschland mit dem Ziel, den Verbleib von 118 Agenten der Sektion F zu ermitteln, die während des Krieges verschwunden waren. Alle waren durch die Gestapo oder in Konzentrationslagern ermordet worden, einige wurden lebend durch die KZ-Wachmannschaften verbrannt. Von den 118 Agenten waren 39 Frauen, 13 überlebten den Einsatz nicht und wurden wie u. a. Violette Szabo, Denise Bloch, Cecily Lefort und Andrée Borrel, im KZ Natzweiler ermordet, Lilian Rolfe im KZ Ravensbrück und Noor Inayat Khan im KZ Dachau erschossen. Weitere gehörten zu anderen nachrichtendienstlichen Sektionen.

## Ehrungen
- 1987 zum Kommandeur der Ehrenlegion ernannt
- Commander des Order of the British Empire
- Croix de guerre